# Stary Dwór (Olsztyn)
Stary Dwór (niem. Althof) – dawniej folwark, obecnie część dzielnicy administracyjnej Kortowo w Olsztynie. Obejmuje zabudowania wokół Jeziora Stary Dwór. 
Teren położony nad Jeziorem Kortowskim o powierzchni 12 włók w 1390 r. nadany został podkomorzemu Gerkowi. Majątek ten nosił nazwę Nummergut, później Tiefensee.
Nazwa osiedla wywodzi się od nazwy dawnego folwarku kapituły warmińskiej – Althof. Znajdował się on po zachodniej stronie traktu olsztynkowskiego (dzisiaj al. Warszawska), w odległości pół mili od miasta. Najstarsza wiadomość o nim pochodzi z 1656 r., ale istniał co najmniej w XVI w. W 1656 r. liczył 30 łanów, czyli 503,70 ha. Po zaborze Warmii folwark upaństwowiono i oddano w dzierżawę. W drugiej połowie XIX w. i później (do 1945 roku) folwark traktowany był jako część składowa majątku Posorty.